# Maščevalci (film, 2012)
Maščevalci je ameriški superjunaški film iz leta 2012, ki temelji na istoimenski ekipi superjunakov iz Marvelovih stripov. Produciral ga je Marvel Studios in distributiral Walt Disney Studios Motion Pictures je šesti film v Marvel Cinematic Universe (MCU). Film je napisal in režiral Joss Whedon, v njem pa igrajo Roberta Downey Jr., Chris Evans, Mark Ruffalo, Chris Hemsworth, Scarlett Johansson, Jeremy Renner, Tom Hiddleston, Stellan Skarsgård in Samuel L. Jackson. V filmu Nick Fury in vohunska agencija S.H.I.E.L.D. najame Tonyja Starka, Steva Rogersa, Brucea Bannerja, Thora, Natašo Romanoff in Clinta Bartona, da sestavijo ekipo, ki bo sposobna preprečiti Thorjevemu bratu Lokiju, da napade in osvoji Zemljo.
Razvoj filma se je začel, ko je Marvel Studios aprila 2005 prejel posojilo od Merrill Lynch. Po uspehu filma Iron Man maja 2008 je Marvel napovedal, da bodo Maščevalci izšli julija 2011 in pri tem najeli Downeyja, Evansa, Bannerja in Hemswortha iz prejšnjih Marvelovih filmov. Po sestavi igralske zasedbi, je bilo objavljeno, da bo bil film izdan leta 2012. Whedon je bil najet aprila 2010 in je ponovno napisal izvirni scenarij Zaka Penna. Snemanje se je začelo aprila 2011 v Albuquerqueju v Novi Mehiki, nato pa se je avgusta preselilo v Cleveland v Ohiu in septembra v New York. Film ima več kot 2200 posnetkov z vizualnimi prizori.
Film Maščevalci je bil premierno predvajan v gledališču El Capitan v Los Angelesu 11. aprila 2012, v Združenih državah pa je bil izdan 4. maja kot zadnji film prve faze MCU. Film je prejel pohvale kritikov za Whedonovo režijo in scenarij, vizualne prizore, akcijske prizore, igralsko zasedbo in filmsko glasbo. Po vsem svetu je zaslužil več kot 1,5 milijarde dolarjev, s čimer je postavil številne blagajniške rekorde in postal tretji najbolj dobičkonosni film vseh časov v času izida ter najbolj dobičkonosen film leta 2012. To je bila prva Marvelova produkcija, ki je milijardo dolarjev ustvarila prodaja vstopnic. Leta 2017 so bili Maščevalci v anketi revije Empire uvrščeni med 100 najboljših filmov vseh časov. Med številnimi drugimi priznanji je bil film nominiran za najboljše vizualne prizore na 85. podelitvi oskarjev. Izdana so bila tri nadaljevanja: Maščevalci: Ultronova doba (2015), Maščevalci: Brezmejna vojna (2018) in Maščevalci: Zaključek (2019).

## Vsebina
Asgardski Loki naleti na Drugega, predstavnika nezemeljske rase, znane kot Chitauri. V zameno za pridobitev Tesseracta, močnega vira energije neznanega potenciala, Drugi obljubi, da bo Lokiju priskrbel vojsko za osvojitev Zemlje. Nick Fury, direktor tajne agencije S.H.I.E.L.D., prispe v oddaljeno raziskovalno ustanovo, kjer fizik dr. Erik Selvig vodi ekipo, ki preučuje Tesseract. Nenadoma se aktivira in odpre portal, ki Lokiju omogoči, da doseže Zemljo. Loki ukrade Tesseract in uporabi svoje žezlo, da zasužnja Selviga in druge agente, vključno s Clintom Bartonom, da bi jih tako prisilil, da mu pomagajo.
Kot odgovor na to Fury ponovno vpokliče "Iniciativo Maščevalcev". Agentka Nataša Romanoff odpotuje v Kalkuto, da bi najela dr. Brucea Bannerja, da bi lahko izsledil Tesseract skozi njegove emisije sevanja gama. Fury se sreča z Stevom Rogersom, agent Phil Coulson pa obišče Tonyja Starka, da lahko preveri Selvigovo raziskavo. Loki je medtem v Stuttgartu, kjer Barton ukrade iridij, potreben za stabilizacijo Tesseracta. To pripelje do spopada, v katerem Rogers, Stark in Romanoff napadejo Lokija, ta pa se jim kmalu preda. Medtem, ko Lokija peljejo v S.H.I.E.L.D., nenadoma prispe njegov posvojen brat Thor in ga osvobodi, v upanju, da ga bo prepričal, da opusti svoj načrt in se vrne v Asgard. Stark in Rogers posredujeta, Lokija pa zaprejo v letalsko bazo S.H.I.E.L.D.
Maščevalci se ne strinjajo, kako pristopiti k Lokiju, in se začnejo prepirati, ko ugotovijo, da S.H.I.E.L. načrtuje uporabo Tesseracta, da ustvari orožje za množično uničevanje za uporabo proti nezemeljskim grožnjam. Med prepirom Lokijevi agenti napadejo Helicarrierja in v kaosu se Banner spremeni v Hulka. Stark in Rogers znova zaženeta poškodovani motor, Thor pa poskuša ustaviti Hulkovo opustošenje. Romanoff podredi Bartona in ga reši Lokijevega vpliva. Loki pobegne, potem ko smrtno rani Coulsona. Fury nato naroči vsem Maščevalcem, da sodelujejo kot ekipa. Kmalu Loki uporabi Tesseract in generator, ki ga je zgradil Selvig, da odpre portal nad stolpom Starkove industrije v New Yorku, da iz vesolja pripelje svojo floto Chiaturi in tako začne z svojo invazijo.
Rogers, Stark, Romanoff, Barton, Thor in Hulk sodelujejo pri zaščiti New Yorka in se spopadejo z Chitauri. Medtem, ko Thor, Rogers in Barton premagajo več bitij, Hulk premaga Lokija in ga onesposobi, Romanoff pa izve od Selviga, da lahko samo Lokijevo žezlo izklopi generator. Furyjevi nadrejeni iz Svetovnega varnostnega sveta poskušajo končati invazijo z izstrelitvijo jedrske rakete v središču Manhattna. Stark prestreže raketo in jo odpelje skozi črvino proti floti Chitauri. Ta uniči matično ladjo Chitauri in tako onesposobi njihove sile na Zemlji. Vendar pa Stark pade v nezavest in njegova obleka Iron Mana izgubi moč, zaradi česar prosto pade proti Zemlji. Thor, Hulk in Rogers ga uspejo ujeti in ga rešiti, medtem ko Romanoff uporabi Lokijevo žezlo, da zapre črvino. Nato Thor odpelje zavezanega Lokija skupaj z Tesseractom v Asgard, kjer se bo Loki soočil z asgardsko sodbo.
V prizoru po koncu filma Drugi sporočo svojemu gospodarju o neuspelem napadu na Zemljo.

## Vloge
- Robert Downey Jr. – Tony Stark (Iron Man)
- Chris Evans – Steve Rogers (Stotnik Amerika)
- Mark Ruffalo – Bruce Banner (Hulk)
- Chris Hemsworth – Thor
- Scarlett Johansson – Nataša Romanoff (Črna vdova)
- Jeremy Renner – Clint Barton (Sokol)
- Tom Hiddleston – Loki
- Stellan Skarsgård – Erik Selvig
- Samuel L. Jackson – Nick Fury